# Sant Miquel d'Ansalonga
Sant Miquel d'Ansalonga és una església situada al nucli de població d'Ansalonga, pertanyent a la parròquia d'Ordino, Principat d'Andorra, declarada Bé d'interès cultural. Donava servitud religiosa al petit nucli de població d'Ansalonga i estaba situada enfront del poble, a la riba oposada del Valira del Nord, arran del que antigament era el camí ral i ara és la carretera general. Hi han referències documentals del segle XVIIIs, i va ser rehabilitada a la primera meitat del XIX.

## Descripció
És un edifici de planta rectangular sense absis aparent a l'exterior.

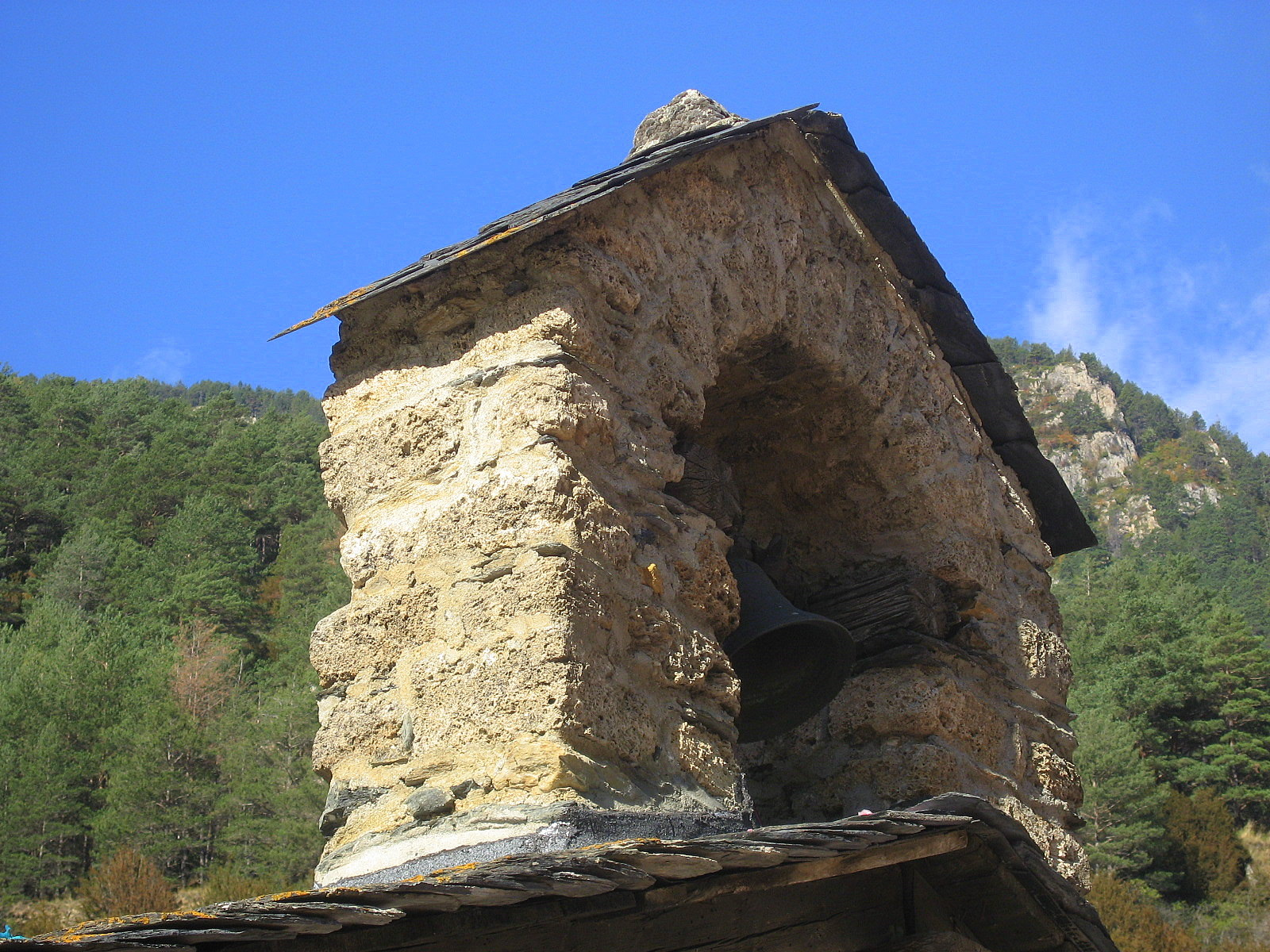
L'espadanya

La coberta és de dos vessants, de llates de fusta recobertes de pissarra i suportada per un embigat interior. Sobre el mur est té un campanar d'espadanya, d'una sola obertura amb arc de mig punt adovellat. La façana principal està orientada a l'est, de cara al poble, i és perpendicular al carener. S'hi obria, originalment, la porta d'entrada, que actualment està cegada. Aquesta porta està flanquejada per dues finestres ferrades. Les tres obertures, porta i finestres, estan rematades amb un arc rebaixat. A la façana sud és on es troba la porta actual, també amb arc rebaixat, i a sobre hi ha una finestra quadrangular protegida per reixes de ferro.
A l'interior hi ha un cor de fusta als peus de la nau i l'absis està cobert amb volta de canó. El terra està empedrat. Acull un retaule obra del pintor Jeroni d'Heredia dedicat a Sant Miquel i datat entre 1620 i 1650, més un davant l'altar i altres peces de mobiliari.